# Atractodes arator
Atractodes arator är en stekelart som beskrevs av Alexander Henry Haliday 1838. Atractodes arator ingår i släktet Atractodes och familjen brokparasitsteklar. Arten är reproducerande i Sverige. Inga underarter finns listade.